# Limnephilus rhombicus
Limnephilus rhombicus är en nattsländeart som först beskrevs av Carl von Linné 1758.  Limnephilus rhombicus ingår i släktet Limnephilus och familjen husmasknattsländor. Arten är reproducerande i Sverige.

## Underarter
Arten delas in i följande underarter:
- L. r. monolobatus
- L. r. reseri

## Bildgalleri

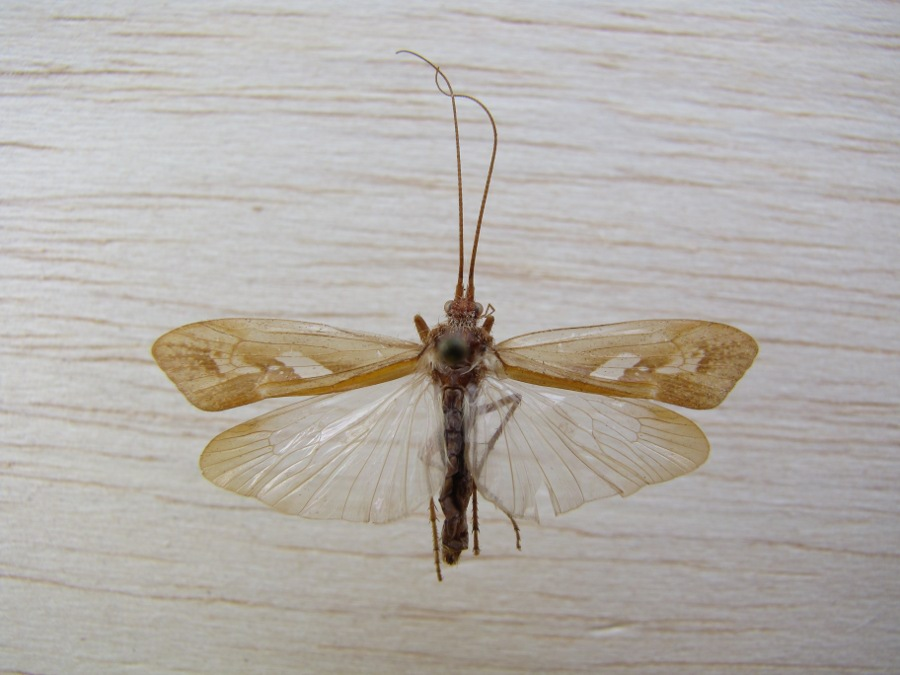
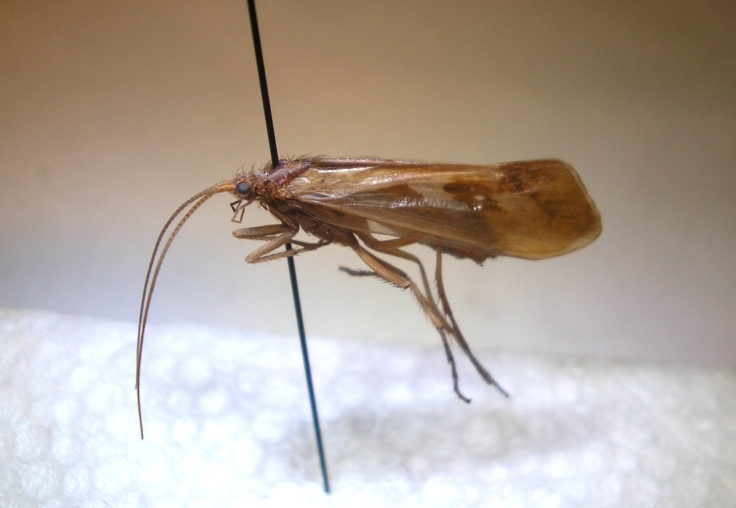
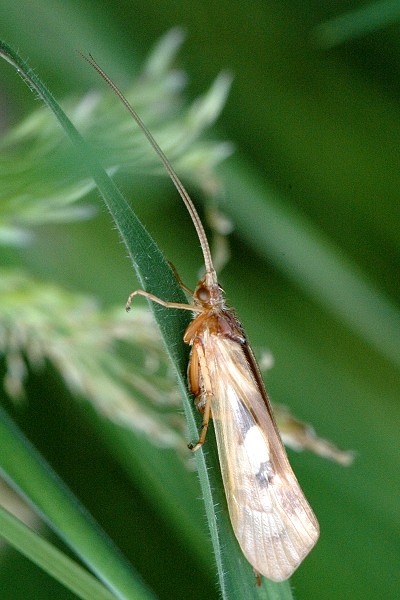
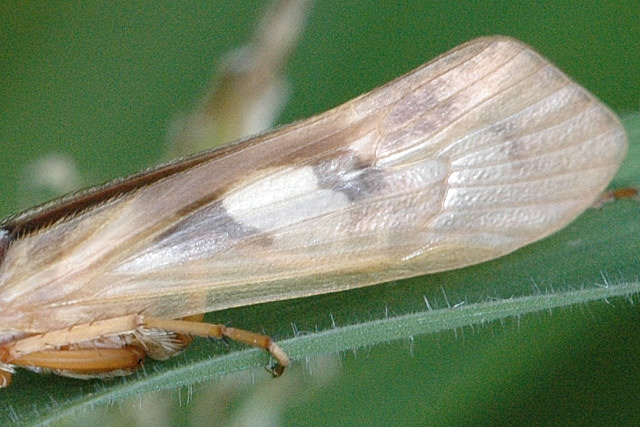
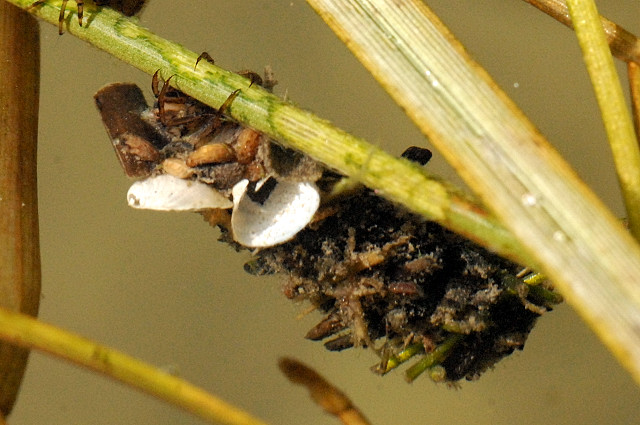